# Modelo de Superfície Terrestre
O Modelo de Superfície Terrestre mais conhecido como Land Surface Model (LSM) (termo em inglês) é um modelo computacional unidimensional desenvolvido por Gordon Bonan que descreve processos ecológicos encontrado em muitos modelos de ecossistema, processos hidrológicos encontrado em modelos hidrológicos e fluxo de superfície comum em modelos de superfície usando modelos atmosféricos.
Desse modo o modelo examina interações bio-geo-física (calor sensível e latente, momentum, albedo, emissão de ondas longas) e bio-geo-química (CO2) da terra-atmosfera especialmente os efeitos de superfície da terra no clima e composição da atmosfera.
Este modelo tem um tratamento simplificado dos fluxos de superfície que reproduza no mínimo custo computacional as características essenciais das interações da terra-atmosfera importantes para simulações climáticas. Como são vários os tipos de superfície vegetada por várias espécies, há uma padronização de tipos de cobertura sendo incluídas superfícies cobertas com água como lagos (dentre outras); assim o modelo roda para cada ponto de forma independente, com a mesma média das interações atmosféricas.
O modelo funciona em uma grade espacial que pode variar de um ponto até global.